# Česká asociace pro vzácná onemocnění
Česká asociace pro vzácná onemocnění (ČAVO) je nezisková organizace, která se zaměřuje na pomoc pacientům se vzácnými onemocněními. Zastupuje jejich zájmy a usiluje o zvyšování povědomí o problematice vzácných onemocnění mezi odborníky ve zdravotnictví a sociální sféře, představiteli státních a mezinárodních institucí i veřejnosti. ČAVO sdružuje organizace, které se věnují pacientům v rámci jednotlivých diagnóz či diagnostických skupin.

## Vzácná onemocnění
Tzv. „vzácná onemocnění” jsou onemocnění, které postihují pouze malý počet lidí v rámci celé populace (v Evropě je jako hranice stanoveno 5 případů na 10 tisíc obyvatel ). Tato kategorie je velice různorodá co do povahy jednotlivých onemocnění. Zároveň je pro ni charakteristická sada specifických problémů: nedostatek medicínských a vědeckých poznatků o jednotlivých diagnózách, nízký počet expertů schopných poskytnout adekvátní péči, složitá diagnostika, problémy v oblasti sociální podpory a péče.
Vzácných onemocnění je popsáno více než 6000. U většiny z nich však chybí podrobnější poznatky, přesně stanovená diagnostická kritéria nebo adekvátní klasifikace v Mezinárodní klasifikaci nemocí. Pro velkou většinu z nich také neexistuje kauzální léčba.

## Cíle činnosti ČAVO
Cíle činnosti ČAVO jsou:
- prosazovat zájmy pacientů se vzácnými onemocněními ve zdravotnictví,
- posilovat povědomí veřejnosti, státních i mezinárodních institucí o problematice vzácných onemocnění,
- zlepšovat přístup k informacím, léčbě, diagnostice i dalším zdravotním službám pro pacienty se vzácným onemocněním,
- podporovat vědecký i klinický výzkum v oblasti vzácných onemocnění,
- skrze sociální služby, vzdělávání a další formy podpory zlepšovat kvalitu života pacientů.

## Vznik ČAVO
ČAVO bylo založeno na počátku roku 2012 na popud pacientských organizací, které usilovaly o formulaci společného stanoviska k Národní strategii pro vzácná onemocnění a tehdy vznikajícímu Národnímu akčnímu plánu pro vzácná onemocnění.

## Členové ČAVO
ČAVO sdružuje přes čtyřicet organizací, které zastupují zájmy pacientů v rámci jednotlivých diagnóz nebo diagnostických skupin. ČAVO umožňuje také individuální členství pacientům, pro které není k dispozici fungující organizace pro jejich diagnózu.

## Spolupráce se státními orgány
- ČAVO je členem Pacientské rady Ministra zdravotnictví ČR.
- ČAVO je partnerem Státního ústavu pro kontrolu léčiv.
- ČAVO se podílí na činnosti Meziresortní komise pro vzácná onemocnění při ministerstvu zdravotnictví ČR, která má na starosti realizaci Národního akčního plánu pro vzácná onemocnění.

## Mezinárodní spolupráce
ČAVO je členem zastřešující evropské pacientské organizace Eurordis, která sdružuje pacienty se vzácným onemocněním z celé Evropy. Zástupci ČAVO se podílejí na činnosti Council of National Alliances při Eurordis.